# Mateo Camacho
Mateo Camacho (Duitama, Boyacá, Colombia; 20 de agosto de 1992) es un futbolista colombiano. Juega de mediocampista de marca y su actual equipo es el Patriotas Boyacá.

## Clubes
| Club         | País     | Año           |
| ------------ | -------- | ------------- |
| La Equidad   | Colombia | 2011-2012     |
| Patriotas FC | Colombia | 2013-presente |